# Alan Hovhaness
 (février 2023).
 (janvier 2022).
La mise en forme du texte ne suit pas les recommandations de Wikipédia : il faut le « wikifier ».
Les points d'amélioration suivants sont les cas les plus fréquents. Le détail des points à revoir est peut-être précisé sur la page de discussion.
- Les titres sont pré-formatés par le logiciel. Ils ne sont ni en capitales, ni en gras.
- Le texte ne doit pas être écrit en capitales (les noms de famille non plus), ni en gras, ni en italique, ni en « petit »…
- Le gras n'est utilisé que pour surligner le titre de l'article dans l'introduction, une seule fois.
- L'italique est rarement utilisé : mots en langue étrangère, titres d'œuvres, noms de bateaux, etc.
- Les citations ne sont pas en italique mais en corps de texte normal. Elles sont entourées par des guillemets français : « et ».
- Les listes à puces sont à éviter, des paragraphes rédigés étant largement préférés. Les tableaux sont à réserver à la présentation de données structurées (résultats, etc.).
- Les appels de note de bas de page (petits chiffres en exposant, introduits par l'outil «  Source ») sont à placer entre la fin de phrase et le point final[comme ça].
- Les liens internes (vers d'autres articles de Wikipédia) sont à choisir avec parcimonie. Créez des liens vers des articles approfondissant le sujet. Les termes génériques sans rapport avec le sujet sont à éviter, ainsi que les répétitions de liens vers un même terme.
- Les liens externes sont à placer uniquement dans une section « Liens externes », à la fin de l'article. Ces liens sont à choisir avec parcimonie suivant les règles définies. Si un lien sert de source à l'article, son insertion dans le texte est à faire par les notes de bas de page.
- La présentation des références doit suivre les conventions bibliographiques. Il est recommandé d'utiliser les modèles {{Ouvrage}}, {{Chapitre}}, {{Article}}, {{Lien web}} et/ou {{Bibliographie}}. Le mode d'édition visuel peut mettre en forme automatiquement les références.
- Insérer une infobox (cadre d'informations à droite) n'est pas obligatoire pour parachever la mise en page.

Pour une aide détaillée, merci de consulter Aide:Wikification.
Si vous pensez que ces points ont été résolus, vous pouvez retirer ce bandeau et améliorer la mise en forme d'un autre article.
 (janvier 2022).
Alan Hovhaness (né Alan Vaness Chakmakjian à Somerville dans le Massachusetts, le 8 mars 1911 – mort à Seattle le 21 juin 2000), est un compositeur américain.

## Biographie
Alan Hovhaness (en anglais [hoʊˈvɑːnɪs]) est né d'un père arménien et d'une mère écossaise. Il s'initia très tôt à la musique et étudia au conservatoire de Boston. Son intérêt pour l'art musical fut très large, allant du classicisme aux tonalités orientales de Ravi Shankar. À la fin des années 1930, il visita la Finlande et rencontra à cette occasion Jean Sibelius, avec lequel il conserva des liens amicaux. En 1942, il entra à l'école de Tanglewood dans la classe de Bohuslav Martinů mais fut déçu par l'enseignement académique.
Il compose de nombreuses pièces qui firent l'admiration de John Cage. Il obtint un poste d'enseignant au conservatoire de Boston, puis à la Eastman School of Music. Il visita de nombreux pays dont l'Inde, le Japon et la Corée du Sud, étendant d'autant sa palette musicale. Il s'installa dans les années 1970 à Seattle.

## Œuvres
Le catalogue de ses œuvres comporte près de 434 numéros officiels d'opus, dont 67 symphonies. Il toucha à tous les genres, de la musique de chambre à l'opéra. Il resta toutefois toujours très attaché à un certain classicisme tonal même si son œuvre est fortement inspirée des musiques extra-européennes. Dans son style, il est le précurseur des minimalistes américains.
En 1945, il met en musique le recueil Anabase du poète français Saint-John Perse.

### Symphonies
- Symphonie n°1 op.17 n°2 "Exile symphony" (1937) [durée : 20']
- Symphonie n°2  op.132 "Mysterious Mountains" (1955) [durée : 17']
- Symphonie n°3 op.148 (1956) [durée : 25']
- Symphonie n°4 op.165 (1959) pour orchestre symphonique de vents avec harpe et percussions [durée : 21']
- Symphonie n°5 op.170 (1953 rév. 1963) [durée : 11']
- Symphonie n°6 op.173  "Celestial Gate" (1959) pour petit orchestre [durée : 20']
- Symphonie n°7 op.178 "Nanga Parvat" (1959) pour orchestre symphonique à vents et une harpe [durée : 14']
- Symphonie n°8 op.179 "Arjuna" (1947) pour bois, cor, timbales, piano et cordes [durée : 25']
- Symphonie n°9 op.180 "Saint Vartan" (1949-50) pour petit orchestre [durée : 44']
- Symphonie n°10 op.184 "Vahaken" (1959) [durée : 18']
- Symphonie n°11 op.186 "All Men Are Brothers" (1960/69) [durée : 32']
- Symphonie n°12 op.188 "Choral" (1960) [durée : 25']
- Symphonie n°13 op.190 (1953) [durée : 22']
- Symphonie n°14 op.194 "Ararat" (1960) pour orchestre symphonique à vents et percussions [durée : 14']
- Symphonie n°15 op.199 "Silver Pilgrimage" (1962) [durée : 20']
- Symphonie n°16 op.202 "Kayakeum" (1962) pour cordes et percussions coréennes [durée : 16']
- Symphonie n°17 op.203 "for metal orchestra" (1963) [durée : 23']
- Symphonie n°18 op.204a  "Circe" (1963) [durée : 18']
- Symphonie n°19 op.217 "Vishnu" (1966) [durée : 30']
- Symphonie n°20 op.223  "Three Journeys to a Holy Mountain" (1968) [durée : 21']
- Symphonie n°21 op.234 "Symphony Etchmiadzin" (1968) [durée : 17']
- Symphonie n°22 op.236 "City of Light" (1970) [durée : 28']
- Symphonie n°23 op.249  "Ani" (1972) [durée : 35']
- Symphonie n°24 op.273 "Majnun symphony" (1973) avec ténor, chœur mixte, trompette, violon et cordes [durée : 48']
- Symphonie n°25 op.275 "Odysseus" (1973) pour petit orchestre [durée : 35']
- Symphonie n°26 op.280 (1975) [durée : 38']
- Symphonie n°27 op.285 (1976) [durée : 35']
- Symphonie n°28 op.286 (1976) [durée : 23']
- Symphonie n°29 op.289 (1976) pour cor baryton et orchestre [durée :25']
- Symphonie n°30 op.293 (1952 rév. 1976) pour petit orchestre [durée : 20']
- Symphonie n°31 op.294 (1976-77) pour cordes [durée : 30']
- Symphonie n°32 op.296 "the Broken Wings" (1977) [durée : 33']
- Symphonie n°33 op.307 pour petit orchestre (1977) [durée : 35']
- Symphonie n°34 op.310 pour trombone basse et cordes (1977) [durée : 24']
- Symphonie n°35 op.311 pour 2 orchestres (coréen et occidental) (1978) [durée : 40']
- Symphonie n°36 op.312 pour flûte et orchestre (1978) [durée : 37']
- Symphonie n°37 op.313 (1978) [durée : 30']
- Symphonie n°38 op.314 pour soprano colorature, flûte, trompette et cordes (1978) [durée : 52']
- Symphonie n°39 op.321 pour guitare et orchestre (1978) [durée : 25']
- Symphonie n°40 op.324 pour quintette de cuivres, timbales et cordes (1979) [durée : 18']
- Symphonie n°41 op.330 pour quatuor de cuivres et cordes (1979) [durée :15']
- Symphonie n°42 op.332 pour flûte, cor, trombone et cordes (1979) [durée : 20']
- Symphonie n°43 op.334 pour hautbois, trompette, timbales et cordes (1979) [durée : 18']
- Symphonie n°44 op.339 pour flûte, hautbois, cor, percussions et cordes (1980) [durée : 18']
- Symphonie n°45 op.342 pour 2 pianos, percussions et orchestre (1954) [durée : 24']
- Symphonie n°46 op.347 "To the Green Mountains" (1980) [durée : 35']
- Symphonie n°47 op.348 "Walla Walla, land of many waters" pour soprano colorature et orchestre (1980) [durée : 50']
- Symphonie n°48 op.355 "Vision of Andromeda" (1981) [durée : 30']
- Symphonie n°49 op.356 "Christmas symphony" pour cordes (1981) [durée : 22']
- Symphonie n°50 op.360 "Mount St. Helens" (1982) [durée : 25']
- Symphonie n°51 op.364 pour trompette et cordes (1982) [durée : 17']
- Symphonie n°52 op.372 "Journey to Vega" (1983) [durée : 30']
- Symphonie n°53 op.377 "Star Dawn" pour orchestre à vents (1983) [durée : 12']
- Symphonie n°54 op.378 (1983) [durée : 17']
- Symphonie n°55 op.379 pour piano et orchestre (1983) [durée : 20']
- Symphonie n°56 op.380 pour piano et orchestre (1983) [durée : 17']
- Symphonie n°57 op.381 "Cold Mountain" pour ténor/soprano, clarinette et cordes (ou quintette à cordes) (1983) [durée : 37']
- Symphonie n°58 op.389 "Symphony Sacra" pour soprano, baryton, chœur, flûte, cor, trompette, timbales, chime, harpe et cordes (1985) [durée : 20']
- Symphonie n°59 op.395 (1985) [durée : 40']
- Symphonie n°60 op.396 "To the Appalachian Mountains" (1985) [durée : 30']
- Symphonie n°61 op.397 (1986) [durée : 15']
- Symphonie n°62 op.402 "Oh Let Man Not Forget These Words" pour baryton, trompette et cordes (1987-88) [durée : 33']
- Symphonie n°63 op.411 "Loon Lake" (1988) [durée : 26']
- Symphonie n°64 op.422 "Agiochook" pour trompette et cordes (date inconnue) [durée : inconnue]
- Symphonie n°65 op.427 "Artsakh" (1991) [durée : inconnue]
- Symphonie n°66 op.428 "Hymn to Glacier Peak" (1992) [durée : 19']
- Symphonie n°67 op.429 "Hymn to the Mountains" (1992) [durée : inconnue]

### Sonates et sonatines pour piano
Sonate op.12 "Ricercare" (1935) [durée : 8']
Sonatine op.120 (1962) [durée : 6']
Sonate op.145 (1956) [durée : 9']
Sonate op.175 "Lake of Van" (1946/59) [durée : 7']
Sonate op.176 n°1 "Madras" (1947/51 rév. 1959) [durée : 7']
Sonate op.191 "Poseidon" (1957) [durée : 10']
Sonate op.192 "Bardo" (1959) [durée : 7']
Sonatine op.288 "Meditation on Mont Monadnock" (1977) [durée : 5']
Sonate op.299 n°1 "Mount Belknap" (1932 rév. 1977) [durée : 10']
Sonate op.299 n°2 "Mount Ossipee" (1935 rév. 1977) [durée : 8']
Sonate op.299 n°3 "Mount Shasta" (1936 rév. 1977) [durée : 12']
Sonate op.301 "Fred the Cat" (1977) [durée : 6']
Sonate op.303 "Ananda" (1977) [durée : 20']
Sonate op.335 "Mount Chocorua" (1982) [durée : 21']
Sonate op.340 "Blue Job Mountain" (1979) [durée : 10']
Sonate op.345 "Catamount" (1980) [durée : 12']
Sonate op.346 "Prospect Hill" (1980) [durée : 8']
Sonate op.354 "Journey to Arcturus" (1981) [durée : 18']
Sonate op.366 "Hiroshige's Cat Bathing" (1982) [durée : 20']
Sonate op.367 "On the Long Total Eclipse of the Moon, 6 juillet 1982" (1982) [durée : 17']
Sonate op.368 "Tsugouhara Fujita's Sleeping Cat" (1982) [durée : 12']
Sonate op.369 "Lake Sammamish" (1982) [durée : 12']
Sonate op.390 "Cougar Mountain" (1985) [durée : 8']
Sonate op.399 (1986) [durée : 10']
Sonate op.405 "Mount Katahdin" (1987) [durée : 13']

### Sonates pour clavecin et pour orgue
Sonate n°1 op.306 (1977) [durée : 15']
Sonate n°2 op.318 (1978) [durée : 6']
Sonate n°3 op.336 (1979) [durée : 6']
Sonate n°4 op.357 "Daddy Long Legs" (1981) [durée : 9']
Sonate n°5 op.361 (1982) [durée : 10']
Sonate n°6 op.414 (1988) [durée : 10']
Sonate n°7 op.420 "Journey to Sanahin" (1950) [durée : 11']

Sonate pour orgue n°1 op.352 (1981) [durée : 12']
Sonatine pour orgue op.382 (1983) [durée : 4']
Sonate pour orgue n°2 op.386 "Invisible Sun" (1984) [durée : 10']
Sonate pour orgue op.424 "Hermit Thrush" (date inconnue) [durée : inconnue]

### Concertos
Concerto pour violoncelle et orchestre op.17 n°1 (1937) [durée : 30']
Concerto pour flûte et orchestre à cordes op.50 "Elibris" (1944) [durée : 10']
Concerto pour piano et orchestre de chambre op.77 "Zartik Parkim" (1948) [durée : 15']
Concerto pour cor et cordes op.78 "Artik" (1948) [durée : 15']
Concerto pour orchestre op.88 "Arevakal" (1951) [durée : 25']
Concerto n°2 pour violon et cordes op.89a (1951/57) [durée : 20']
Concerto pour alto et cordes op.93 n°1 "Talin" (1951/52) [durée : 16']
Concerto n°3 pour cor baryton ou trombone op.94 "Diran" (1948) [durée : 10']
Concerto n°4 pour orchestre op.98 n°2 "Tel el Armarna (1952) [durée : 12']
Concerto n°5 pour piano et cordes op.98 n°3 (date : inconnue) version en 3 mouvements : 13'; version originale en 5 mvts : 15'
Concerto n°6 pour harmonica ou flûte ou hautbois et cordes op.114 (1953) [durée : 10']
Concerto n°7 pour orchestre op.116 (1953) [durée : 25']
Concerto n°8 pour orchestre op.117 (1957) [durée : 20']
Concerto n°9 pour piano et cordes op.412 (1954) [durée : 11']
Concerto n°10 pour 2 pianos et orchestre op.123 n°3 (1954) [durée : 20']
Concerto pour accordéon et orchestre op.174 (1959) [durée : 11']
Concerto pour violon, sitar et orchestre op.228 "Shambala" (date inconnue) [durée : 44']
Concerto pour harpe et orchestre à cordes op.267 (1973) [durée : 12']
Concerto pour guitare n°1 op.325 (1979) [durée : 30']
Concerto pour saxophone soprano et cordes op.344 (1980) [durée : 15']
Concerto pour guitare et cordes n°2 op.394 (1985) [durée : 26']
Concerto n°10 pour piano, trompette et cordes op.413 (1988) [durée : 22'] (double numérotation différente de l'op.123 n°3)
Concerto pour hautbois op.430 (1992) [durée : inconnue]
Concerto pour violon n°2 op.431 (1993) [durée : inconnue]

### Musique de chambre
ŒUVRES POUR INSTRUMENT SOLO (par numéros d'opus)
Nocturne pour harpe op.20 n°1 (1937, rév. 1961) [durée : 5']
Lament pour clarinette op.25 (1935) [durée : 3']
Chahagir pour alto op.56 n°1 (1944) [durée : 2']
Yeraz pour violon op.56 n°2 (date : inconnue) [durée : 4']
Gamelan et Jhala pour carillon op.106 (1951) [durée : 2']
2 sonates pour koto ou harpe op.110 (1962) [durée : 5']
Sonate n°1 pour flûte op.118 (1964) [durée : 9']
Sonate pour harpe op.127 (1954) [durée : 10']
Suite pour accordéon op.166 (1958) [durée : 4']
Yakamochi pour violoncelle op.193 n°2 (1965) [durée : 15']
Suite pour harpe op.270 (1973) [durée : 10']
Sonate pour guitare n°1 op.316 (1978) [durée : 11']
Sonate pour flûte alto ou flûte basse op.317 (1978) [durée : 4']
Sonate pour guitare n°2 op.329 (1979) [durée : 8']
Pléiades op.350 n°2 pour gamelan javanais (1981) [durée : inconnue]
Sonate pour guitare n°3 op.421 n°1 (date inconnue) [durée : inconnue]
Sonate pour guitare n°4 op.421 n°2 (date inconnue) [durée : inconnue]
Sonate pour guitare n°5 op.421 n°3 (date inconnue) [durée : inconnue]
Sonate pour alto op.423 (1992) [durée : 15']
ŒUVRES POUR INSTRUMENT SOLO (par instrument)
Cordes
HARPE :
Nocturne pour harpe op.20 n°1 (1937, rév. 1961) [durée : 5']
2 sonates pour koto ou harpe op.110 (1962) [durée : 5']
Sonate pour harpe op.127 (1954) [durée : 10']
Suite pour harpe op.270 (1973) [durée : 10']
VIOLON :
Yeraz pour violon op.56 n°2 (date : inconnue) [durée : 4']
ALTO :
Chahagir pour alto op.56 n°1 (1944) [durée : 2']
Sonate pour alto op.423 (1992) [durée : 15']
VIOLONCELLE :
Yakamochi pour violoncelle op.193 n°2 (1965) [durée : 15']
GUITARE:
Sonate pour guitare n°1 op.316 (1978) [durée : 11']
Sonate pour guitare n°2 op.329 (1979) [durée : 8']
Sonate pour guitare n°3 op.421 n°1 (date inconnue) [durée : inconnue]
Sonate pour guitare n°4 op.421 n°2 (date inconnue) [durée : inconnue]
Sonate pour guitare n°5 op.421 n°3 (date inconnue) [durée : inconnue]
Bois
FLÛTE :
Sonate n°1 pour flûte op.118 (1964) [durée : 9']
Sonate pour flûte alto ou flûte basse op.317 (1978) [durée : 4']
CLARINETTE :
Lament pour clarinette op.25 (1935) [durée : 3']
DIVERS :
Gamelan et Jhala pour carillon op.106 (1951) [durée : 2']
Suite pour accordéon op.166 (1958) [durée : 4']
Pléiades op.350 n°2 pour gamelan javanais (1981) [durée : inconnue]
ŒUVRES POUR 2 INSTRUMENTS (par numéros d'opus)
Oror op.1 (berceuse) pour violon et piano (1922? rév. 1926) [durée : 3']
Suite pour violon et piano op.1 n°2 (1927) [durée : inconnue]
Sonate pour violon et piano op.11 (1937) [durée : 10']
Prélude et fugue en la m pour hautbois ou flûte et basson op.13 (1935 rév. 1959) [durée : 3']
Nocturne pour flûte et harpe op.20 n°2 (1956) [durée : inconnue]
Suite en ré m pour cor anglais et basson op.21 (1933) [durée : 8']
Suite pour hautbois et basson op.23 (1949) [durée : 15']
Varak pour violon et piano op.47a (1944) [durée : 5']
Arshalouis pour violon et piano op.47b (1939-43) [durée : inconnue]
Invocations à Vahakn pour piano et percussion op.54 n°1 (1945) [durée : 12']
Hakhpat pour piano et percussion op.54 n°2 (1946-51) [durée : 20']
Saris pour violon et piano op.67 (1946) [durée : 8']
Haroutiun (résurrection) pour trompette et piano op.71a (1948) [durée : 10']
Khirgiz suite pour violon et piano op.73 n°1 (1951) [durée : 6']
Shatakh pour violon et piano op.73 n°2 (1947) [durée : 6']
Artik pour cor et piano op.78a (1948) [durée : 15']
Orbit n°2 pour flûte à bec alto et piano op.102 (1952) [durée : 5']
Concerto pour harmonica et piano op.114a (version 2 instruments du même concerto) (1953) [durée : 10']
Sonate pour ryuteki (ou flûte) et sho (ou orgue) op.121 (date inconnue) [durée : 8']
Duo pour violon et clavecin op.122 1957) [durée : 3']
Sonate pour hichiriki (ou hautbois) et sho (ou orgue) op.171 (1962) [durée : 6']
Suite pour violoncelle et piano op.193 n°1 (date inconnue) [durée : 6']
3 visions de St Mesrob pour violon et piano op.198 (1962) [durée : 6']
Sonate n°1 pour trompette et orgue op.200 (1962) [durée : 14']
Le jardin d'Adonis pour flûte et harpe op.245 (1971) [durée : 12']
7 chansons d'amour de Saris pour violon et piano op.252 n°3 (date inconnue) [durée : 12']
Sonate pour violoncelle et piano op.255 (1932-72) [durée : 14']
Les baux pour violon et piano op.261 (1973) [durée : 4']
Night of a White Cat (la nuit d'un chat blanc) pour clarinette et piano op.263 (1973) [durée : 3']
Sonate pour 2 bassons (ou basson et violoncelle) op.266 (1973) [durée : 6']
Pastorale et fugue pour 2 flûtes op.271 (1973) [durée : 5']
Fantaisie pour contrebasse (ou violoncelle) et piano op.277 (1974) [durée : inconnue]
Suite pour saxophone alto et guitare op.291 (1976) [durée : 8']
Sonate pour 2 clarinettes op.297 (1977) [durée : 5']
Suite pour flûte et guitare op.300 (1977) [durée : 15']
Sonate pour hautbois et basson op.302 (1977) [durée : 10']
Sonate pour clarinette et clavecin op.322 (1978) [durée : 10']
Sonate n°2 pour trompette et orgue "la fontaine divine" op.349 (1981) [durée : 12']
Campuan sonata pour alto et piano op.371 (1982) [durée : 20']
Sonate pour harpe et guitare "l'esprit des arbres" op.374 (1983) [durée : 24']
Sonate pour clarinette et piano op.375 (1983) [durée : 12']
Sonate pour flûte à bec et clavecin op.387 (1984) [durée : 6']
Dawn on a Mountain Lake (aube sur un lac de montagne) pour contrebasse et piano op.393 (1977) [durée : 4']
Srpouhi pour violon et piano op.398 (1977) [durée : 2']
Sonate pour flûte et harpe op.406 (1987) [durée : 4']
Duo pour violon et violoncelle op.409 (1987) [durée : 5']
ŒUVRES POUR 2 INSTRUMENTS (par instruments)
Cordes
HARPE:
Nocturne pour flûte et harpe op.20 n°2 (1956) [durée : inconnue]
Le jardin d'Adonis pour flûte et harpe op.245 (1971) [durée : 12']
Sonate pour harpe et guitare "l'esprit des arbres" op.374 (1983) [durée : 24']
Sonate pour flûte et harpe op.406 (1987) [durée : 4']
VIOLON:
Oror op.1 (berceuse) pour violon et piano (1922? rév. 1926) [durée : 3']
Suite pour violon et piano op.1 n°2 (1927) [durée : inconnue]
Sonate pour violon et piano op.11 (1937) [durée : 10']
Varak pour violon et piano op.47a (1944) [durée : 5']
Arshalouis pour violon et piano op.47b (1939-43) [durée : inconnue]
Saris pour violon et piano op.67 (1946) [durée : 8']
Khirgiz suite pour violon et piano op.73 n°1 (1951) [durée : 6']
Shatakh pour violon et piano op.73 n°2 (1947) [durée : 6']
Duo pour violon et clavecin op.122 1957) [durée : 3']
3 visions de St Mesrob pour violon et piano op.198 (1962) [durée : 6']
7 chansons d'amour de Saris pour violon et piano op.252 n°3 (date inconnue) [durée : 12']
Les baux pour violon et piano op.261 (1973) [durée : 4']
Srpouhi pour violon et piano op.398 (1977) [durée : 2']
Duo pour violon et violoncelle op.409 (1987) [durée : 5']
ALTO:
Campuan sonata pour alto et piano op.371 (1982) [durée : 20']
VIOLONCELLE:
Suite pour violoncelle et piano op.193 n°1 (date inconnue) [durée : 6']
Sonate pour violoncelle et piano op.255 (1932-72) [durée : 14']
Sonate pour 2 bassons (ou basson et violoncelle) op.266 (1973) [durée : 6']
Fantaisie pour contrebasse (ou violoncelle) et piano op.277 (1974) [durée : inconnue]
Duo pour violon et violoncelle op.409 (1987) [durée : 5']
CONTREBASSE:
Fantaisie pour contrebasse (ou violoncelle) et piano op.277 (1974) [durée : inconnue]
Dawn on a Mountain Lake (aube sur un lac de montagne) pour contrebasse et piano op.393 (1977) [durée : 4']
GUITARE:
Suite pour saxophone alto et guitare op.291 (1976) [durée : 8']
Suite pour flûte et guitare op.300 (1977) [durée : 15']
Sonate pour harpe et guitare "l'esprit des arbres" op.374 (1983) [durée : 24']
Bois
FLÛTE:
Prélude et fugue en la m pour hautbois ou flûte et basson op.13 (1935 rév. 1959) [durée : 3']
Nocturne pour flûte et harpe op.20 n°2 (1956) [durée : inconnue]
Orbit n°2 pour flûte à bec alto et piano op.102 (1952) [durée : 5']
Sonate pour ryuteki (ou flûte) et sho (ou orgue) op.121 (date inconnue) [durée : 8']
Le jardin d'Adonis pour flûte et harpe op.245 (1971) [durée : 12']
Pastorale et fugue pour 2 flûtes op.271 (1973) [durée : 5']
Suite pour flûte et guitare op.300 (1977) [durée : 15']
Sonate pour flûte à bec et clavecin op.387 (1984) [durée : 6']
Sonate pour flûte et harpe op.406 (1987) [durée : 4']
HAUTBOIS:
Prélude et fugue en la m pour hautbois ou flûte et basson op.13 (1935 rév. 1959) [durée : 3']
Suite pour hautbois et basson op.23 (1949) [durée : 15']
Sonate pour hichiriki (ou hautbois) et sho (ou orgue) op.171 (1962) [durée : 6']
Sonate pour hautbois et basson op.302 (1977) [durée : 10']
CLARINETTE:
Night of a White Cat (la nuit d'un chat blanc) pour clarinette et piano op.263 (1973) [durée : 3']
Sonate pour 2 clarinettes op.297 (1977) [durée : 5']
Sonate pour clarinette et clavecin op.322 (1978) [durée : 10']
Sonate pour clarinette et piano op.375 (1983) [durée : 12']
BASSON:
Prélude et fugue en la m pour hautbois ou flûte et basson op.13 (1935 rév. 1959) [durée : 3']
Suite en ré m pour cor anglais et basson op.21 (1933) [durée : 8']
Suite pour hautbois et basson op.23 (1949) [durée : 15']
Sonate pour 2 bassons (ou basson et violoncelle) op.266 (1973) [durée : 6']
Sonate pour hautbois et basson op.302 (1977) [durée : 10']
COR ANGLAIS:
Suite en ré m pour cor anglais et basson op.21 (1933) [durée : 8']
SAXOPHONE:
Suite pour saxophone alto et guitare op.291 (1976) [durée : 8']
DIVERS:
Concerto pour harmonica et piano op.114a (version 2 instruments du même concerto) (1953) [durée : 10']
Cuivres
TROMPETTE:
Haroutiun (résurrection) pour trompette et piano op.71a (1948) [durée : 10']
Sonate n°1 pour trompette et orgue op.200 (1962) [durée : 14']
Sonate n°2 pour trompette et orgue "la fontaine divine" op.349 (1981) [durée : 12']
COR:
Artik pour cor et piano op.78a (1948) [durée : 15']
Sonate n°2 pour trompette et orgue "la fontaine divine" op.349 (1981) [durée : 12']
Claviers
Invocations à Vahakn pour piano et percussion op.54 n°1 (1945) [durée : 12']
Hakhpat pour piano et percussion op.54 n°2 (1946-51) [durée : 20']
ŒUVRES POUR 3 INSTRUMENTS (par numéros d'opus)
Trio n°1 pour violon, violoncelle et piano op.3 (1935?) [durée : 9']
Suite pour violon, piano et percussion op.99 (1950) [durée : 15']
Sonate pour 2 hautbois et orgue op.130 (1963-64) [durée : 10']
O Lady Moon pour soprano, clarinette et piano op.139 n°1 (1953) [durée : 3']
Trio pour violon, alto et violoncelle op.201 (1962?) [durée : 6']
Spirit of ink pour 3 flûtes op.230 (1968) [durée : 19']
Saint Nerces the Graceful pour 3 clarinettes op.235 (1968) [durée : 6']
Saturn pour soprano, clarinette et piano op.243 (1971) [durée : 25']
Firdausi pour clarinette, harpe et percussion op.252 n°1 (1972) [durée : 20']
Tumburu pour violon, violoncelle et piano op.264 n°1 (1973) [durée : 19']
Varuna pour violon, violoncelle et piano op.264 n°2 (1973) [durée : 13']
Trio pour 3 saxophones op.331 (1979) [durée : 5']
4 nocturnes pour 2 saxophones et piano op.333 (1979) [durée : 4']
Starry Night pour flûte, xylophone et harpe op.384 (1985) [durée : 6']
Trio n°2 pour violon, alto et violoncelle op.403 (1986) [durée : 6']
Lake Sammish pour violon, clarinette et piano op.415 (1988) [durée : 17']
ŒUVRES POUR 4 INSTRUMENTS (par numéros d'opus)
Quatuor à cordes n°1 op.8 (1936) [durée : 13']
4 Bagatelles pour quatuor à cordes op.30 (1966) [durée : 9']
Divertimento pour hautbois, clarinette, basson et cor (ou 4 clarinettes) op.61 (1947) [durée : 12']
Canzona et Fugue pour cor, 2 trompettes et trombone op.72 (1967) [durée : 5']
Upon Enchanted Ground pour flûte, violoncelle, harpe et gong op.90 n°1 (1951) [durée : 4']
Orbit n°1 pour flûte, harpe, célesta et tamtam op.92 (1952) [durée : 4']
Quatuor n°1 pour flûte, hautbois, violoncelle et clavecin (ou piano) op.97 (1936/1952) [durée : 8']
Hanna pour 2 clarinettes et 2 piano op.101 (1951) [durée : 10']
Quatuor n°2 pour flûte, hautbois, violoncelle et piano op.112 (1950) [durée : 14']
Quatuor à cordes n°2 op.147 (1950) [durée : 12']
Koke No Niwa pour cor anglais (ou clarinette), 2 percussions et harpe op.181(1954 rév. 1960) [durée : 7']
Dance of Black-haired Moutain Storm pour flûte, timbales, xylophone et grosse caisse (date inconnue) [durée : 5']
Quatuor à cordes n°3 op.208 n°1 (1968) [durée : 10']
Quatuor à cordes n°4 op.208 n°2 (1970) [durée : 18']
2 consolations pour quatuor à cordes op.232 (date inconnue) [durée : inconnue]
Island of the Mysterious Bells op.244 pour 4 harpes (1971) [durée : 12']
The Pitchman pour 2 flûtes à bec, piano et célesta (ou 2 flûtes et 2 pianos) op248 n°3 (1953) [durée : 15']
The Spook Sonata pour saxophone alto et 3 pianos op.248 n°4 (1954) [durée : 12']
Ruins of Ani pour 4 clarinettes op.250 n°1 (1972) [durée : 5']
Quatuor pour clarinette, violon, alto et violoncelle op.262 (1973) [durée : 10']
Psaume à St Alban pour  cor, 2 trompettes et trombone op.281 n°2 (1974) [durée : 4']
Quatuor à cordes n°5 op.287 (1976) [durée : inconnue]
Suite pour 4 trompettes et trombone op.290 (1976) [durée : 8']
Psaume pour quatuor de cuivres op.358 (1981) [durée : 5']
Prélude et Fugue pour quatuor de cuivres op.373 (1983) [durée : 5']
Sonate Chomulungma (Mont Everest) pour 2 trompettes, cor et trombone op.404 (1986) [durée : inconnue]
ŒUVRES POUR 5 INSTRUMENTS (par numéros d'opus)
Quintette pour piano n°1 op.9 (1926 rév. 1962) [durée : 10']
Sharagan et Fugue pour 2 trompettes, cor, baryton et tuba op.58 (1947) [durée : 6']
6 dances pour cor, 2 trompettes, trombone et tuba op.79 (1967) [durée : 7']
Quintette pour piano n°2 op.109 (1964) [durée : 15']
The World Beneath the Sea n°1 pour saxophone alto, harpe, vibraphone, timbales et tamtam op.133 n°1 (1954) [durée : 10']
The World Beneath the Sea n°2 pour clarinette, timbales, cloches (chimes ou glockenspiel), harpe et contrebasse op.133 n°2 (1963) [durée : 15']
Quintette pour flûte, hautbois, clarinette, basson et cor op.159 (1960 rév. 1965) [durée : 17']
Ouverture de  The Burning House pour flûte et 4 percussions op.185a (1959) [durée : 5']
Bacchanale pour glockenspiel, 2 vibraphones, chimes et  tamtam op.203a (1963) [durée : 23']
Suite pour 4 trompettes et trombone op.290 (1976) [durée : 8']
Sonate" Sunset on Mont Tahoma" pour 2 trompettes, cor, trombone et orgue op.319 (1978) [durée : 11']
Sonate n°1 pour 3 trompettes et 2 trombones op.326 (1979) [durée : 12']
Sonate n°2 pour 3 trompettes et 2 trombones op.328 (1979) [durée : 10']
Mountain Under the Sea pour saxophone alto, timbales, vibraphone, tamtam et harpe op.392 (1984) [durée : 4']
Sno Qualmie pour clarinette, timbales, chimes, harpe et contrebasse op.416 (date inconnue) [durée : 12']
ŒUVRES POUR 6 INSTRUMENTS (par numéros d'opus)
Khaldis pour 4 trompettes, piano et percussion op.91 (1951) [18']
Sextuor pour violon et 5 percussions op.108 (1966) [durée : 15']
October Mountain pour timbales, 2 tambours, tamtam, marimba et glockenspiel (ou marimba 2) op.135 (1942/53) [durée : 11']
Sextuor pour flûte à bec, 2 violons, alto, violoncelle et clavecin op.164 n°1 (1958) [durée : 10']
Mysterious Horse Before The Gate pour trombone, glockenspiel, 2 vibraphones, chimes et tamtam op.205 (1963) [durée : 3']
Nagooran pour violoncelle, timbales, glockenspiel, vibraphone, grand chimes et tamtam op.237 n°2 (1964) [durée : 10']
Lake Winnipesaukee pour flûte, hautbois, violoncelle, 2 percussions et piano op.363 (1982) [durée : 13']
ŒUVRES POUR 7 INSTRUMENTS (par numéros d'opus)
Septuor pour flûte, clarinette, clarinette basse, trompette, trombone, percussion et contrebasse op.295 (1976) [durée : 30']
Killer of Enemies pour flûte, clarinette, trompette, trombone, percussion, violon et contrebasse op.383 (1983) [durée : 17']
God the Reveller  pour flûte, clarinettes, trompette, trombone, violon, contrebasse et 1 percussion op.408 (1987) [durée : 20']
ŒUVRES POUR 8 INSTRUMENTS ET PLUS (par numéros d'opus)
Is There Survival ? pour 4 clarinette, saxophone, 4 cors, timbales et 3 percussions op.59 (1949) [durée : 15']
The Flowering Peach pour clarinette, saxophone, timbales, tamtam, vibraphone, glockenspiel, harpe et célesta op.125 (1954) [d : 19']
Tower Music pour 7 vents à l'unité et 2 trompettes op.129 (1955) [durée : 10']
7 Greek Folk Dances pour harmonica et cordes (ou piano) op.150 (1956) [durée : 7']
Mountain and Rivers without End , symphonie de chambre pour 10 instruments op.225 (1968) [durée : 25']
Vibration Painting pour 13 cordes op.226 (date inconnue) [durée : 12']